# Chủ tịch nước Cộng hòa Nhân dân Lugansk
Chủ tịch nước Cộng hòa nhân dân Lugansk là nguyên thủ quốc gia của nước Cộng hòa nhân dân Lugansk (được công nhận hạn chế) và nắm quyền lực hành pháp.

## Ứng cử và bầu cử
Quy trình bầu cử Chủ tịch nước Cộng hòa nhân dân Lugansk tuân theo nguyên tắc phổ thông, bình đẳng, trực tiếp và bỏ phiểu kín. Người được bầu phải là công dân CHND Lugansk, không dưới 30 tuổi và có quyền bầu cử, sau khi đắc cử sẽ phục vụ một nhiệm kỳ kéo dài năm năm. và không quá hai nhiệm kỳ liên tiếp.
Chủ tịch nước không thể là thành viên của một tổ chức công cộng, không thể là đại biểu Xô viết nhân dân và không thể giữ chức vụ nào khác trong các cơ quan nhà nước, đoàn thể xã hội và doanh nghiệp.
- Cuộc tổng tuyển cử năm 2014 của nước Cộng hòa nhân dân Lugansk.
- Cuộc tổng tuyển cử năm 2018 của nước Cộng hòa nhân dân Lugansk.

## Quyền và nghĩa vụ
Theo Điều 59 của Hiến pháp nước Cộng hòa nhân dân Lugansk, quyền và nghĩa vụ của Chủ tịch nước bao gồm:
1. Tôn trọng quyền con người và quyền tự do, Hiến pháp và pháp luật nước Cộng hòa nhân dân Lugansk và những nghĩa vụ quốc tế của nó;
2. Đại diện Nhà nước ký kết các điều ước quốc tế và tham gia các sự kiện quốc tế;
3. Thực thi các giải pháp nhằm đảm bảo an ninh và toàn vẹn lãnh thổ quốc gia, thành lập và giữ chức Chủ tịch Hội đồng An ninh theo quy định của pháp luật;
4. Công bố tình trạng khẩn cấp và thiết quân luật tại Cộng hòa nhân dân Lugansk, do Xô viết nhân dân phê chuẩn để đảm bảo sự an toàn của công dân cũng như theo quy định của pháp luật;
5. Đệ trình lên Xô viết nhân dân báo cáo hằng năm về kết quả hoạt động của Chính phủ;
6. Có quyền đề xuất Luật tại Xô viết nhân dân;
7. Triệu tập phiên họp bất thường tại Xô viết nhân dân và triệu tập phiên họp thứ nhất của Xô viết nhân dân mới được bầu sớm hơn theo quy định của Hiến pháp;
8. Dự phiên họp của Xô viết nhân dân và có quyền biểu quyết cố vấn;
9. Quyết định đặc xá
10. Quyết định tặng thưởng huân chương, huy chương, các giải thưởng nhà nước, các danh hiệu danh dự, quân đội;
11. Thành lập Chính quyền của Chủ tịch nước;
12. Đệ trình lên Xô viết nhân dân danh sách ứng cử viên Thống đốc Ngân hàng nhà nước, Tổng Kiểm sát trưởng và một số chưc danh khác theo thẩm quyền, cũng như đề nghị Xô viết nhân dân miễn nhiệm chức vụ của các lãnh đạo trên;
13. Đình chỉ hoặc hủy bỏ hiệu lực của các nghị quyết, nghị định của Chính phủ, đạo luật của các Bộ và các cơ quan hành pháp khác nếu vi phạm các quy định hiện hành;
14. Ký, ban hành hoặc bãi bỏ Luật.

Chủ tịch nước thành lập Chính phủ, chấp nhận hoặc bãi bỏ đơn từ chức của toàn thể Chính phủ hoặc từng Bộ. Theo quy định tại Khoản 1, Điều 56 của Hiến pháp, Chủ tịch nước được quyền kiêm nhiệm Thủ tướng Chính phủ nước Cộng hòa nhân dân Lugansk.
Trong tình trạng khẩn cấp, thiên tai, địch họa, Chủ tịch nước có quyền ban hành quyết định có hiệu lực pháp luật và bắt buộc phải thi hành ngay lập tức, đồng thời thông báo việc ban hành cho Xô viết nhân dân.

## Chấm dứt quyền và nghĩa vụ
Theo Điều 61 của Hiến pháp, quyền và nghĩa vụ của Chủ tịch nước chấm dứt trước khi hết nhiệm kỳ trong các trường hợp sau:
1. Bị chết;
2. Từ chức theo nguyện vọng cá nhân;
3. Được Tòa án công nhận tình trạng mất năng lực hành vi hoặc hạn chế năng lực hành vi của mình;
4. Được Tòa án công bố là bị mất tích hoặc bị chết;
5. Cáo buộc của Tòa án đối với Chủ tịch nước bắt đầu có hiệu lực;
6. Định cư tại quốc gia ngoài Cộng hòa nhân dân Lugansk;
7. Mất quốc tịch Cộng hòa nhân dân Lugansk;
8. Bị Xô viết nhân dân bãi nhiệm.

Chủ tịch nước có thể bị Xô viết nhân dân bãi nhiệm chỉ khi bị buộc tội phản quốc hoặc một số tội danh hình sự nghiêm trọng khác do Xô viết nhân dân đưa ra, được sự chấp thuận theo ý kiến của Tòa án nhân dân tối cao. Nghị quyết buộc tội và bãi nhiệm Chủ tịch nước của Xô viết nhân dân phải được 2/3 tổng số đại biểu Xô viết nhân dân thông qua.
Theo Điều 62 của Hiến pháp, sau khi Chủ tịch nước chấm dứt quyền và nghĩa vụ trước khi hết nhiệm kỳ thì Thủ tướng sẽ giữ quyền Chủ tịch nước tạm quyền.

## Danh sách các Chủ tịch nước Cộng hòa nhân dân Lugansk
| Số | Nhiệm kỳ | Tên               | Ảnh        | Thời gian   | Thời gian  | Tại nhiệm       | Đảng                                                        |
| -- | -------- | ----------------- | ---------- | ----------- | ---------- | --------------- | ----------------------------------------------------------- |
| —  | —        | Gennady Tsypkalov |            | 13-05-2014  | 17-05-2014 | 4 ngày          | Hòa bình cho Lugansk                                        |
| 1  | 1        | Valery Bolotov    |            | 18-05-2014  | 14-08-2014 | 88 ngày         | Không đảng phái                                             |
| 2  | —        | Igor Plotnitsky   |            | 14-08-2014  | 04-11-2014 | 3 năm, 102 ngày | Hòa bình cho Lugansk                                        |
| 2  | 1        | Igor Plotnitsky   | 04-11-2014 | 24-11-2017  |            | 3 năm, 102 ngày | Hòa bình cho Lugansk                                        |
| 3  | —        | Leonid Pasechnik  |            | 24-11-2017  | 21-11-2018 | 7 năm, 121 ngày | Hòa bình cho Lugansk (2014-2021) Nước Nga thống nhất (2021) |
| 3  | 1        | Leonid Pasechnik  | 21-11-2018 | đương nhiệm |            | 7 năm, 121 ngày | Hòa bình cho Lugansk (2014-2021) Nước Nga thống nhất (2021) |